# Guillermo Sanabria
Guillermo Sanabria (1990, Asunción, Paraguay) es un artista plástico y pintor paraguayo.

## Reseña biográfica
Guille Sanabria inició su carrera artística en 2012, exponiendo en ferias. Ha estudiado artes visuales en el Instituto Superior de Bellas Artes de Asunción, Paraguay.
Tiene como inspiración las casas coloniales y los edificios históricos de Asunción como el Panteón de los Héroes, el Palacio de López o la Catedral Metropolitana. Es un artista comprometido con los valores de igualdad, que transmite sus valores y emociones a través de sus obras.
Desde 2013, lidera el proyecto "Asunción Vibra" con el apoyo de la Organización de las Naciones Unidas y Plan Paraguay.
En 2017, participa en la exposición colectiva ‘Imaginarios’ en Buenos Aires, Argentina. Sus obras fueron seleccionadas en el marco de la línea de "Diseños de autor", organizado por la Fundación Itaú en la ciudad de Villa Hayes, Paraguay.
Ha colaborado con varias marcas nacionales e internacionales como: El Bolsi, Peroni, Coca Cola, BMW, Mercedes Benz.
En 2018, es seleccionado en el marco del "Paraguay Contemporary Artists from Paraguay 2018’ que forma parte del Luciano Benetton Collection, Italia. Participa también en el proyecto Regala Arte con artistas nacionales. En 2018, ha presentado su creación “Corazones” para la marca inglesa Mini Cooper.
En 2021, fue seleccionado para la feria de arte Oxígeno, organizado por la Secretaría Nacional de Cultura, en el marco de los Fondos de Cultura para Proyectos Ciudadanos-Concursable 2021.
En 2022, presenta su serie “Balcones y casonas”, basada en paisajes urbanos de la ciudad, en el centro de Villa Cultura en Asunción. Participa también en octubre de 2022 en la exposición "Devenir cuerpx" organizado por el Centro Cultural de España Juan de Salazar y la BienalSur.

## Distinciones
- Premio de Artes visuales 2016 : Selección

- Premio Henri Matisse 2017, Alianza Francesa de Asunción / Embajada de Francia : Mención de Honor

- Premio Livio Abramo 2018 : Mención de Honor